# World Series of Poker 2015
De World Series of Poker (WSOP) 2015 vormden de 46e jaarlijkse World Series of Poker (WSOP). In het kader hiervan werd er van 27 mei tot en met 14 juli 2015 in 68 toernooien gespeeld om de titels. Deze vonden allemaal plaats in het Rio All-Suite Hotel & Casino in Las Vegas. Het hoofdtoernooi was het $10.000 No Limit Hold'em Main Event, waarvan de winnaar zich een jaar lang de officieuze wereldkampioen poker mocht noemen. De negen spelers die zich kwalificeerden voor de finale van dit toernooi, keerden hiervoor in november terug. Tijdens het Main Event van 2015 wonnen 1000 deelnemers een geldprijs, beginnend bij €15.000,- voor de nummers 649 tot en met 1000.

## Toernooien
| #  | Event                                                  | Deelnemers | Winnaar            | Prijs        | Tweede               |
| -- | ------------------------------------------------------ | ---------- | ------------------ | ------------ | -------------------- |
| 1  | $565 Casino Employees No Limit Hold'em                 | 688        | Brandon Barnette   | $75.704,-    | Greg Seiden          |
| 2  | $5.000 No Limit Hold'em                                | 422        | Michael Wang       | $466.120,-   | Bryn Kenney          |
| 3  | $1.500 Omaha Hi-Lo 8 or Better                         | 918        | Robert Mizrachi    | $251.022,-   | Jacob Dahl           |
| 4  | $3.000 No Limit Hold'em Shootout                       | 308        | Nick Petrangelo    | $201.812,-   | Jason Les            |
| 5  | $565 The Colossus No Limit Hold'em                     | 22.374     | Cord Garcia        | $638.880,-   | Bradley McFarland    |
| 6  | $1.000 Hyper Hold'em                                   | 1.436      | John Reading       | $252.068,-   | Marc Macdonnell      |
| 7  | $10.000 Limit 2-7 Triple Draw Lowball Championship     | 109        | Tuan Le            | $322.756,-   | Max Casal            |
| 8  | $1.500 Pot Limit Hold'em                               | 639        | Paul Michaelis     | $189.818,-   | Tom Marchese         |
| 9  | $1.500 Razz                                            | 462        | Max Pescatori      | $155.947,-   | Ryan Miller          |
| 10 | $10.000 Heads Up No Limit Hold'em Championship         | 143        | Charles Keith Lehr | $334.430,-   | Paul Volpe           |
| 11 | $1.500 Limit Hold'em                                   | 660        | William Kakon      | $196.055,-   | Daniel Needleman     |
| 12 | $1.500 No Limit Hold'em 6-Handed                       | 1.651      | Idan Raviv         | $457.007.-   | Iaron Lightbourne    |
| 13 | $2.500 Omaha/Seven Card Stud Hi-Lo 8 or Better         | 474        | Konstantin Maslak  | $269.612,-   | Hani Awad            |
| 14 | $1.500 No Limit Hold'em Shootout                       | 1.000      | Barry Hutter       | $283.546,-   | Benjamin Zamani      |
| 15 | $10.000 Pot Limit Hold'em Championship                 | 128        | Shaun Deeb         | $318.857,-   | Paul Volpe           |
| 16 | $1.500 Millionaire Maker No Limit Hold'em              | 7.275      | Adrian Buckley     | $1.277.193.- | Javier Zarco         |
| 17 | $10.000 Razz Championship                              | 103        | Phil Hellmuth      | $271.105,-   | Mike Gorodinsky      |
| 18 | $1.000 Turbo No Limit Hold'em                          | 1.791      | John Gale          | $298.290,-   | Gary Luther          |
| 19 | $3.000 No Limit Hold'em 6-Handed                       | 319        | Matthew Elsby      | $230.799,-   | Gabriel Nassif       |
| 20 | $1.500 No Limit Hold'em                                | 1.844      | Benjamin Zamani    | $460.640,-   | Natasha Barbour      |
| 21 | $10.000 Omaha Hi-Lo 8 or Better Championship           | 157        | Daniel Alaei       | $391.097,-   | Kyle Miaso           |
| 22 | $1.000 No Limit Hold'em                                | 1.951      | Sam Greenwood      | $318.977,-   | Cole Jackson         |
| 23 | $1.500 No Limit 2-7 Draw Lowball                       | 219        | Christian Pham     | $81.134,-    | Daniel Ospina        |
| 24 | $1.500 H.O.R.S.E.                                      | 772        | Arash Ghaneian     | $239.750,-   | Robert Campbell      |
| 25 | $5.000 No Limit Hold'em 8-Handed                       | 493        | Jeffrey Tomlinson  | $567.724,-   | Pierre Milan         |
| 26 | $1.000 Pot Limit Omaha                                 | 1.293      | Aaron Wallace      | $226.985,-   | Marko Neumann        |
| 27 | $10.000 Seven Card Stud Championship                   | 91         | Brian Hastings     | $239.518,-   | Scott Clements       |
| 28 | $1.500 No Limit Hold'em Monster Stack                  | 7.192      | Perry Shiao        | $1.286.942,- | Eric Place           |
| 29 | $10.000 No Limit 2-7 Draw Lowball Championship         | 77         | Phil Galfond       | $224.383,-   | Nick Schulman        |
| 30 | $1.000 No Limit Hold'em                                | 2.150      | Franco Ivan Luca * | $353.391,-   | Artur Rudziankov     |
| 31 | $3.000 Pot Limit Omaha Hi-Lo 8 or Better               | 480        | Jeff Madsen        | $301.413,-   | Jeanmarc Thomas      |
| 32 | $5.000 No Limit Hold'em 6-Handed                       | 550        | Jason Mercier      | $633.357,-   | Simon Deadman        |
| 33 | $1.500 Limit 2-7 Triple Draw Lowball                   | 388        | Benny Glaser       | $136.215,-   | Brock Parker         |
| 34 | $1.500 Split Format Hold'em                            | 873        | Andre Boyer        | $250.483,-   | Erwann Pecheux       |
| 35 | $3.000 H.O.R.S.E.                                      | 376        | Daniel Idema       | $261.774,-   | Matt Vengrin         |
| 36 | $1.500 Pot Limit Omaha                                 | 978        | Corrie Wunstel     | $266.874,-   | Kevin Saul           |
| 37 | $10.000 No Limit Hold'em 6-Handed Championship         | 259        | Byron Kaverman     | $657.351,-   | Doug Polk            |
| 38 | $3.000 No Limit Hold'em                                | 989        | Thiago Nishijima   | $546.843,-   | Sotirios Koutoupas   |
| 39 | $1.500 Ten-Game Mix                                    | 380        | Brian Hastings     | $133.403,-   | Rostislav Tsodikov   |
| 40 | $1.000 Seniors No Limit Hold'em Championship           | 4.193      | Travis Baker       | $613.466,-   | Carl Torelli         |
| 41 | $10.000 Seven Card Stud Hi-Lo 8 or Better Championship | 111        | Max Pescatori      | $292.158,-   | Stephen Chidwick     |
| 42 | $1.500 Extended Play No Limit Hold'em                  | 1.914      | Adrian Apmann      | $478.102,-   | Yehoram Houri        |
| 43 | $1.000 Super Seniors No Limit Hold'em                  | 1.533      | Jon Andlovec       | $262.220,-   | Rod Pardey           |
| 44 | $50.000 The Poker Players Championship                 | 84         | Mike Gorodinsky    | $1.270.086,- | Jean-Robert Bellande |
| 45 | $1.500 No Limit Hold'em                                | 1.655      | Upeshka De Silva   | $424.577,-   | Dara O'Kearney       |
| 46 | $3.000 Pot Limit Omaha 6-Handed                        | 682        | Vasili Firsau      | $437.575,-   | Nipun Java           |
| 47 | $2.500 No Limit Hold'em                                | 1.244      | Matt O'Donnell     | $551.941,-   | Timur Margolin       |
| 48 | $1.500 Seven Card Stud                                 | 327        | Eli Elezra         | $112.591,-   | Benjamin Lazer       |
| 49 | $1.500 Pot Limit Omaha Hi-Lo 8 or Better               | 815        | Young Ji           | $231.102,-   | Mark Dube            |
| 50 | $10.000 Limit Hold'em Championship                     | 117        | Ben Yu             | $291.456,-   | Jesse Martin         |
| 51 | $3.000 No Limit Hold'em 6-Handed                       | 1.043      | Justin Liberto     | $640.711,-   | Seamus Cahill        |
| 52 | $1.500 Dealers Choice                                  | 357        | Carol Fuchs        | $127.735,-   | Ilya Krupin          |
| 53 | $10.000/$1.000 Ladies No Limit Hold'em Championship    | 795        | Jacquelyn Scott    | $153.876,-   | Hope Williams        |
| 54 | $10.000 Pot Limit Omaha Championship                   | 387        | Alexander Petersen | $927.655,-   | Jason Mercier        |
| 55 | $1.500 Draftkings 50/50 No Limit Hold'em               | 1.123      | Brandon Wittmeyer  | $200.618,-   | Derek Gomez          |
| 56 | $5.000 Turbo No Limit Hold'em                          | 454        | Kevin MacPhee      | $490.800,-   | Igor Yaroshevskyy    |
| 57 | $1.000 No Limit Hold'em                                | 2.412      | Takahiro Nakai     | $399.039,-   | Melvin Wiener        |
| 58 | $111.111 High Roller for One Drop                      | 135        | Jonathan Duhamel   | $3.989.985,- | William Klein        |
| 59 | $1.500 No Limit Hold'em                                | 2.155      | Alex Lindop        | $531.037,-   | Aurelien Guiglini    |
| 60 | $25.000 High Roller Pot Limit Omaha                    | 175        | Anthony Zinno      | $1.122.196,- | Pakinai Lisawad      |
| 61 | $1.111 The Little One for One Drop                     | 4.555      | Paul Hofer         | $645.969,-   | Mario Lopez          |
| 62 | $1.500 Bounty No Limit Hold'em                         | 2.178      | Jack Duong         | $333.351,-   | Vitezslav Pesta      |
| 63 | $10.000 H.O.R.S.E. Championship                        | 204        | Andrew Barber      | $517.766,-   | Viacheslav Zhukov    |
| 64 | $1.000 WSOP.com Online No Limit Hold'em                | 905        | Anthony Spinella   | $197.743,-   | Hunter Cichy         |
| 65 | $1.500 Seven Card Stud Hi-Lo 8 or Better               | 547        | Gerald Ringe       | $180.943,-   | Christopher Vitch    |
| 66 | $777 Lucky Sevens No Limit Hold'em                     | 4.422      | Connor Berkowitz   | $487.784,-   | John Armbrust        |
| 67 | $10.000 Dealers Choice Championship                    | 108        | Quinn Do           | $319.792,-   | Rep Porter           |
| 68 | $10.000 No Limit Hold'em Main Event                    | 6.420      | Joseph McKeehen    | $7.680.021,- | Joshua Beckley       |

*Franco Ivan Luca was de eerste Argentijnse winnaar van een WSOP-titel ooit (toernooi #30)

## Nieuwe formats
De WSOP stelde voor 2015 een rooster samen met daarop een aantal niet eerder geziene formats:
- Het $565 Colossus No Limit Hold'em-toernooi (event #5) was met een inschrijfgeld van $565,- het goedkoopste (open) toernooi in de geschiedenis van de WSOP. Een totaalaantal deelnemers van 22.374 begon verspreid over vier dagen aan de eerste levels van het evenement, waarmee het toernooi ook het grootste deelnemersveld in de historie van de WSOP kende. Het oude record was 8773, tijdens het Main Event van de World Series of Poker 2006.[1]
- Het $1.000 Super Seniors No Limit Hold'em-toernooi (event #43), alleen toegankelijk voor spelers van 65 of ouder
- Het $1.500 Draftkings 50/50 No Limit Hold'em-toernooi (event #55), waarin de helft van het deelnemersveld zich in het geld speelde. Van de 1123 deelnemers maakten er 117 daadwerkelijk winst, wonnen de nummer 118 tot en met 281 exact hun inleg terug en verdienden de nummers 282 tot en met 562 twee derde van hun ingelegde €1500,- terug.
- Het $1.500 Bounty No Limit Hold'em-toernooi (event #62), het eerste toernooi in de geschiedenis van de WSOP waarin spelers een bonus ($500,-) verdienden per tegenstander die ze uitschakelden.
- Het $1.000 WSOP.com Online No Limit Hold'em-toernooi (event #64), het eerste onlinetoernooi in de geschiedenis van de WSOP.

## Main Event

### Finaletafel
| Naam               | Aantal chips (percentage van het aantal chips*) | Bracelets | Uitbetalingen** | Verdiensten** |
| ------------------ | ----------------------------------------------- | --------- | --------------- | ------------- |
| Joseph McKeehen    | 63.100.000 (33%)                                | 0         | 8               | $883.494,-    |
| Zvi Stern          | 29.800.000 (15,5%)                              | 0         | 1               | $5.055,-      |
| Neil Blumenfield   | 22.000.000 (11,5%)                              | 0         | 3               | $44.395,-     |
| Pierre Neuville    | 21.075.000 (11%)                                | 0         | 19              | $590.177,-    |
| Max Steinberg      | 20.200.000 (10,5%)                              | 1         | 10              | $1.186.339,-  |
| Thomas Cannuli     | 12.250.000 (6,5%)                               | 0         | 2               | $20.203,-     |
| Joshua Beckley     | 11.800.000 (6%)                                 | 0         | 4               | $19.403,-     |
| Patrick Chan       | 6.225.000 (3%)                                  | 0         | 4               | $113.145,-    |
| Federico Butteroni | 6.200.000 (3%)                                  | 0         | 2               | $49.255,-     |

*Percentages afgerond tot het dichtstbijzijnde hele of halve getal

**Verdiensten tijdens alle World Series of Poker-evenementen tot aan de start van het Main Event 2015.

### Uitslag finaletafel Main Event 2015
| Plaats | Naam               | Prijs        |
| ------ | ------------------ | ------------ |
| 1ste   | Joseph McKeehen    | $7.683.346,- |
| 2de    | Joshua Beckley     | $4.470.896,- |
| 3de    | Neil Blumenfield   | $3.398.298,- |
| 4de    | Max Steinberg      | $2.615.361,- |
| 5de    | Zvi Stern          | $1.911.423,- |
| 6de    | Thomas Cannuli     | $1.426.283,- |
| 7de    | Pierre Neuville    | $1.203.293,- |
| 8ste   | Federico Butteroni | $1.097.056,- |
| 9de    | Patrick Chan       | $1.001.020,- |

## Bracelet nummer twee of meer
Voor een aantal spelers die tijdens de WSOP 2015 een toernooi en een daarbij behorende gouden 'bracelet' (armband) wonnen, was dit niet hun eerste. Voor de volgende spelers was dit bracelet twee of meer:
| - Phil Hellmuth (14) - Daniel Alaei (5) - Jeff Madsen (4) - Max Pescatori (3 en 4) - Eli Elezra (3) - Brian Hastings (2 en 3) - Daniel Idema (3) - Jason Mercier (3) - Robert Mizrachi (3) | - Andre Boyer (2) - Quinn Do (2) - Jonathan Duhamel (2) - John Gale (2) - Phil Galfond (2) - Mike Gorodinsky (2) - Keith Lehr (2) - Tuan Le (2) |

## WSOP Player of the Year
De WSOP reikt sinds 2004 een WSOP Player of the Year-award uit aan de speler die tijdens de betreffende jaargang de meeste punten scoort. Hiervoor tellen alleen toernooien mee waaraan iedereen mee kan doen, de spelen die alleen toegankelijk zijn voor vrouwen, senioren en casino-medewerkers niet. In 2006 en 2007 werd de uitkomst van het Main Event en het $50.000 H.O.R.S.E.-toernooi ook niet meegeteld. In 2008 telde het laatstgenoemde toernooi wel mee, het Main Event niet. Sinds 2009 tellen alle vrij toegankelijke toernooien mee, inclusief het Main Event.
Van 2004 tot en met 2010 telden alleen toernooien van de originele World Series of Poker in de Verenigde Staten mee voor het Player of the Year-klassement. Vanaf 2011 worden ook de resultaten van de World Series of Poker Europe en vanaf 2013 ook die van de World Series of Poker Asia Pacific meegerekend. Organisator Bluff Magazine paste in 2011 het scoresysteem aan en sindsdien beïnvloeden ook de inschrijfgelden en grootte van de deelnemersvelden het aantal punten dat spelers per evenement kunnen halen.
WSOP Player of the Year 2015 werd Mike Gorodinsky, die zich dat jaar acht keer naar een geldprijs speelde, waarbij hij één keer een toernooi won en hij in twee andere ook de finaletafel bereikte.